# TaurusMediaTechnik
Die TaurusMediaTechnik GmbH, vormals Beta-Technik Gesellschaft für Filmbearbeitung mbH, war das filmtechnische Dienstleistungs- und Produktionsunternehmen der Kirch-Gruppe. Sie unterhielt am Sitz in Unterföhring das größte Filmarchiv Europas und war für die Nachbearbeitung und Synchronisation von Filmen und Serien zuständig.

## Geschichte
Im Jahr 1959 gründete Leo Kirch in München die Rechtehandelsgesellschaft Beta-Film GmbH & Co. Hier entstand unter Manfred R. Köhler eine eigene Abteilung, die für die Synchronisation der erworbenen Filme und Serien zuständig war. In der Anfangszeit mietete sich die Beta-Film in den Aventin-Film-Studios ein, ehe 1961 eigene Ateliers im Stadtbezirk Sendling zur Verfügung standen. Im Jahr 1975 wurde die Synchronabteilung in das Tochterunternehmen Beta-Technik Gesellschaft für Filmbearbeitung mbH überführt, die im selben Jahr einen Neubau in Unterföhring bezog. Zum Kerngeschäft der Synchronisation kamen weitere technische Dienstleistungen wie Farbkorrektur, Normwandlung, Filmabtastung oder Restauration hinzu. Das Unternehmen betrieb außerdem das Filmarchiv der Kirch-Gruppe bestehend aus zuletzt über 18.000 Titeln, darunter 13.162 Spielfilme, 3.103 Fernsehserien und 1.869 Fernsehfilme.
Mit der Einführung des digitalen Fernsehens gingen aus der Beta-Technik 1996 die Gesellschaften BetaDigital und BetaResearch hervor, die für die technische Abwicklung des Sendebetriebs bzw. die Softwareentwicklung (Verschlüsselungsstandard Betacrypt, Decoder-Betriebssystem Betanova) der neuen Pay-TV-Plattform DF1 zuständig waren.
Zum 1. Januar 1999 erfolgte die Umbenennung in TaurusMediaTechnik GmbH. Als Tochter der KirchMedia GmbH & Co. KGaA wurde über Mitte 2002 eine Insolvenz in Eigenverwaltung unter Kontrolle von Michael Jaffé gestartet. 48 der 430 Mitarbeiter wurden von Studio Babelsberg TMD übernommen. Im Rahmen der Insolvenzabwicklung wurde die TaurusMediaTechnik fortgeführt und restrukturiert. Zum 1. November 2005 übernahm die Studio Babelsberg AG die gesamten Technikabteilungen mit den 48 Mitarbeitern, die dann 2006 an Elektrofilm weiterveräußert wurden. Im Zuge eines Management-Buy-outs durch Paul Reichl, den langjährigen Leiter der Materialwirtschaft und Filmbearbeitung, entstand im Januar 2007 die TaurusMedia Licence Service GmbH. Nachdem sich Elektrofilm bereits 2008 wieder aus Unterföhring zurückgezogen hatte, übernahm Reichl auch den Bereich Postproduction. Im Januar 2009 entstand die TaurusMedia Digital GmbH und im Mai 2010 die TaurusMedia Synchron GmbH. 
2014 ging die Taurus Media Synchron GmbH und die Taurus Media Licence Service GmbH in Insolvenz. Die Taurus Media Digital GmbH hat ihren Sitz seit 2013 im nördlichen Schwabing.

## Synchronisation
Zu den bekanntesten von der Beta-Technik synchronisierten Filmen zählen Citizen Kane (1962), Die 39 Stufen (1966; neue Synchronfassung), Tote schlafen fest (1967), Eine Dame verschwindet (1971) und Casablanca (1975; neue Synchronfassung). Darüber hinaus synchronisierte sie den Großteil der Spielfilme von Laurel und Hardy. Schon bald spezialisierte sich die Synchronabteilung auf die Bearbeitung von Fernsehserien wie Big Valley, Die Leute von der Shiloh-Ranch, Raumschiff Enterprise oder Kung Fu. Mitte der 1970er Jahre synchronisierte die Beta-Technik einige beliebte Kinderserien, darunter Wickie und die starken Männer, Die Biene Maja und Heidi. In den folgenden Jahren erhielten hier zahlreiche weitere Serien eine deutsche Fassung, darunter Unter der Sonne Kaliforniens, Alf, Eine schrecklich nette Familie (Staffel 10 und 11), Roseanne (Staffel 8 und 9) oder Die Simpsons (Staffeln 4 bis 13).
Eng verbunden mit der Beta-Technik waren Wolfgang Schick und Lothar Michael Schmitt, die als Autoren und Regisseure über mehr als 30 Jahre für eine erhebliche Anzahl von Synchronisationen verantwortlich zeichneten.